# Seznam vrhov v Sloveniji
Seznam (značilnejših) vrhov v Sloveniji nižjih od 2000 m.
Poleg imena so navedeni metri nadmorske višine.
1. Angelska gora, 816
2. Arničev vrh, 1113
3. Dovška baba, 1892
4. Baba, Poljčane, 584
5. Baba, Postojna, 1087
6. Babji zob, 1128
7. Balantinov vrh, 646
8. Bašeljsko sedlo, 1631
9. Blegoš, 1562
10. Boč, 980
11. Bogatin, 1977
12. Boskovec, 1590
13. Veliki Bukovec, 1448
14. Cerk, 1188
15. Cicelj, 817
16. Cimprovka, 1255
17. Cjajnovca, 1817
18. Črna prst, 1844
19. Črni vrh (nad Jesenicami), 1366
20. Črni vrh, Pohorje, 1543
21. Čuklja, 1766
22. Dobrča, 1634
23. Donačka gora (vrh), 883
24. Ermanovec, 1026
25. Fajtji hrib, 434
26. Gabrovec, 986
27. Gače, 955
28. Mali Golak, 1495
29. Veliki Golak, 1480
30. Goljek, 809
31. Golobičevec, 790
32. Golobja peč, 1351
33. Goteniški Snežnik, 1289
34. Gozdnik, 1092
35. Veliko Gradišče, 461
36. Gradišče, Slivnica, 858
37. Gradišče, Višnja Gora, 706
38. Grmada (pri Celju), 718
39. Grmada nad Ortnekom, 887
40. Grmada, Polhograjsko hribovje, 898
41. Grmada (Šmarnogorska), 676
42. Hleviška planina, 908
43. Hoč, 1514
44. Hruški vrh, 1776
45. Hudournik, 1148
46. Hom, 717
47. Igalski vrh, 895
48. Jankovec, 1212
49. Javorič, 1436
50. Javorjev vrh, 1435
51. Mali Javornik, 1218
52. Veliki Javornik, 1268
53. Javoršček, 1357
54. Jelenk, Idrijske Krnice, 1108
55. Jetrbenk, 742
56. Ribniški vrh, Pohorje, 1537
57. Kal (pri Hrastniku), 956
58. Kaluder, 1980
59. Kamniški vrh, 1259
60. Kendov vrh, 1076
61. Kisovec (Vrhe), 1017
62. Kladivo, 2193
63. Klek, 1753
64. Klečica, 1889
65. Klopni vrh, 1335
66. Sedlo Kočna, 1469
67. Kofce gora, 1967
68. Kojca, 1300/03?
69. Konj, 1803
70. Konjiška gora, 1014
71. Konjščica, 1177
72. Kopačev vrh, 879
73. Kopitnik, 914
74. Koprivnik (gora), 1393
75. Korada, 812
76. Koreno, 720
77. Kovk, 961
78. Kozja stena, 1048
79. Kozjak, 992
80. Kozlek, 997
81. Kožljak, 1602
82. Kramarica, 1095
83. Kramplov hrib, 776
84. Kranjska reber, 1435
85. Krempa, 941
86. Krim, 1107
87. Kriška gora, 1592
88. Križna gora nad Ložem, 855
89. Krnes, 1611
90. Krokar, 1121
91. Krvava peč, 713
92. Krvavec, 1853
93. Krvavka, 1784
94. Kucelj, 1237
95. Kuk (Banjščice), 612
96. Kukič, 599
97. Kum, 1219
98. Kup, 1541
99. Kuren, 525
100. Kurešček, 833
101. Lepa Plevelnica, 1957
102. Lepenatka, 1422
103. Lepučnica, 1401
104. Limbarska gora, 768
105. Lipalčev grič, 643
106. Lipanski vrh, 1983 (1974/65?)
107. Lisca, 947
108. Ljubljanski vrh, 813
109. Lubnik, 1024
110. Mala gora, 1033
111. Mala Kopa, 1526
112. Mala Lazna, 1105
113. Mala planina, 1447
114. Mali Rog, 981
115. Mali Snežnik, 1688
116. Malič, 934
117. Maroldčev vrh, 1490 (Karavanke)
118. Matajur, 1643
119. Matijev vrh, 787
120. Medvedjak, 1566 / 1573 (Golte)
121. Menina planina (Vivodnik), 1508
122. Mesnovec (Mecesnovec), 1536
123. Migovec (Bohinjski), 1899
124. Milonja, 1098
125. Milonka, 915
126. Mirna gora, 1048
127. Mladi vrh, 1370
128. Mali Modrasovec, 1305
129. Veliki Modrasovec, 1331
130. Mojsko, 1249
131. Mokrec, 1058
132. Mokrica, 1988
133. Molnik, 582
134. Mrzlica, 1119
135. Mrzovec, 1406
136. Murjevka, 567
137. Murovica, 740
138. Muzec, 1612
139. Nanos (Pleša), 1261
140. Nizki vrh, 1488
141. Obli vrh, 1110
142. Obolno, 771
143. Obretanov vrh, 1004
144. Ojstri vrh, 1579
145. Okroglež, 1962
146. Orlje, 457
147. Osojnica, Bled, 754
148. Osojnik, 857
149. Ostrež, 841
150. Ostri vrh, 669
151. Otlica, 811
152. Pasja ravan, 1020
153. Pernice, 884
154. Pesek, 1382
155. Pihavec, 2414
156. Pirmance, 943
157. Plački vrh, 510
158. Planina Duplje, 1593
159. Planina Goričica, 1333
160. Planina Loma, 1030
161. Planina Na Pečeh, 790
162. Planina Sleme, 1448
163. Planina Za Robom, 1313
164. Planinec, 1464
165. Planinka, 1392
166. Platne, 1042
167. Pleša, Nanos, 1261
168. Plešivec, Črnivec, 1329
169. Ptičji vrh, 1550
170. Uršlja gora, 1696
171. Polhograjska gora (Sveti Lovrenc), 842
172. Porezen, 1632
173. Potegle, 1252
174. Potoška gora, 1283
175. Predel, 1286
176. Predmeja, 848
177. Primskova gora, 592
178. Ptičji vrh, 1550
179. Pšeničev vrh, 979
180. Rašica, 647 (Vrh Staneta Kosca)
181. Altemaver, Ratitovec 1679
182. Gladki vrh, Ratitovec 1666
183. Kosmati vrh, Ratitovec 1644
184. Razor, 2601
185. Rdeči rob, 1916
186. Repikovec, 1593
187. Rodica, 1965
188. Rogatec, 1557
189. Roma, 1377
190. Roščica, 1777
191. Rožca, 1587
192. Roviškovec, 932
193. Rzenik, 1833
194. Sabotin, 609
195. Selovec, 1277
196. Sinji vrh (gora) 1001
197. Sivka (hrib), 969
198. Sivora, 1301
199. Skrajni vrh, 810
200. Slatnik, 1598
201. Slemenova špica, 1911
202. Sleme (pri Zagorju), 795
203. Slivna, 870
204. Slivnica, 1114
205. Smrekovec, 1569
206. Veliki Snežnik, 1796
207. Sovinjak, 1637
208. Srobotnik, 705
209. Stara Baba, 545
210. Stari vrh, 1205
211. Starijski vrh 1146
212. Stražni hrib, 405
213. Stol, 1673
214. Strelovec, 1764
215. Strgarija, 1254
216. Suhi hrib, 812
217. Suhi vrh (Nanos), 1313
218. Sveta Ana (pri Ribnici), 939
219. Sveta Gora, Nova Gorica, 682
220. Sveta Trojica, Pivka, 1106
221. Sveti Miklavž, Jevnica, 742
222. Sveti Bolfenk, Pohorje, 1056
223. Sveti Jakob, Medvode, 806
224. Sveti Jakob, Preddvor, 960
225. Sveti Jošt nad Kranjem, 845
226. Sveti Martin, Šilentabor, 723
227. Sveti Miklavž, Trdinov vrh, 962
228. Sveti Peter, Begunje na Gorenjskem, 839
229. Sveti Peter nad Sotesko, 888
230. Sveti Primož, Jamnik, 834
231. Vrh Svetih Treh kraljev, 884
232. Rogačev grič, 550
233. Škabrijel, 646
234. Škofje, Planina pri Cerknem, 974
235. Škrbina, pod Ojstrico, 1792
236. Škrilje, Črmošnjice, 1012
237. Šmarjetna gora, 651
238. Šmarna gora, 669
239. Šmohor, Zgornja Rečica, 784
240. Špičasti hrib, Čepulje, 837
241. Špicasti vrh, Črnovrška planota, 1128 m
242. Špicasti vrh, Kislica, 994 m
243. Tojzlov vrh, 703
244. Tolsti vrh, 1715
245. Tolsti vrh, Ribno, 883
246. Tošc, 1021
247. Peštota, 590
248. Travna gora, 944
249. Veliki Travnik, 1637
250. Trstelj, 643
251. Trška gora, 429
252. Trupejevo poldne, 1932
253. Javornik, Hrušica, 1241
254. Črni vrh, Čemšeniška planina, 1206
255. Velika Kopa, Pohorje, 1541
256. Veliki Babnik, 905
257. Veliki Javornik (Bohor) (1024 m)
258. Veliki Rob, Čaven, 1237
259. Veliki Rog, 1099
260. Veliki Skedenj, 1830
261. Veliko Kozje, 986
262. Vežica (gora), 1950
263. Vinji vrh, Borovnica, 984
264. Visoki Kurjek, 1973
265. Vogel, 1923
266. Velika Vremščica, 1027
267. Vrtaški Vrh, 1898
268. Šop (hrib), Rakitna, 998
269. Žalostna gora (pri Preserju/Kamnik pod Krimom), 418
270. Žigartov vrh, 1347